# 喜歡就是喜歡
《喜歡就是喜歡》是十八禁BL電腦遊戲，原文意思為“喜歡的東西就是喜歡，所以沒辦法”。由SOFTPAL旗下品牌Platinum Label製作發行，現已完結。後來製作PS2遊戲版本、輕小說版本、廣播劇CD及於2005年1月至3月播出共13集的全年齡向動畫版。

## 故事簡介
羽柴空是個身體先於頭腦行動，永遠都是靠一根筋想問題的男孩子。雖然外表十分帥氣，人卻很輕佻。在一次疏忽中，空從學校的窗戶摔了下來，等他住了一段時間的醫院之後，耐不住寂寞的他決定提前返回學校。沒想到校園裏等待他的是轉校生藤守直，從今往後在同一個宿舍的新舍友。在一片混亂的狀況中，空開始了和直的宿舍生活。空似乎完全忘記了當初事故的起因。然而，空的墜樓事件似乎並不像看起來的那樣簡單。

## 登場角色
- 羽柴 空 （(Hashiba Sora)｜CV：綠川光、東野里加(小孩)）

本篇故事的主人翁、而故事內容都大部分皆採取空的立場為主。在現實不可能造就的藍色髮型為他主要的特徵。瞳孔顏色為藍色。在學校內有加入稱呼叫「學園便利屋」團體。而跟藤守直和本城祭有所謂的青梅竹馬之稱，然而曾一度在一次意外之下失去跟直有關的記憶。對甜的東西沒興趣，但只有對微甜的咖啡牛奶例外。在直搬入宿舍後，逐漸愛上直。
由於失憶，一直對於自己小時候和直產生的誤會一無所知（導致直沒有逃出研究所，而空逃出），間接導致和直的友情（愛情）破裂。於TV結局再次成為好友/LOVER。
誕生於3月21日，B型。
- 藤守 直 （(Fujimoli Sunao)｜CV：保志總一朗、秋田まどか(小孩)）

在空發生意外的那天轉到學校的謎之美少年。有著淺紅色的長髮，瞳孔顏色為淺紅色。個性與行為上跟名字有很大的反差，非常固執、常跟空因為一些小事就吵個沒完。非常喜歡甜品，對此沒有抵抗力。同樣是「學園便利屋」成員。他在入住空的宿舍後與空、祭關係日漸融洽，並愛上空。但內心卻由於被空給遺忘有關自己的事情（即上面所說的誤會），而感到氣憤不已並在後來予以復仇（人格操縱），然而在解決事件之後，重新成為好友/LOVER。
誕生於3月12日，A型。
- 夜 （(Yoru)｜CV：子安武人）

是因空在強烈恐懼下創造出的另外一個人格。瞳孔顏色為一藍一黃。會藉由空的身體來保護藍的安全，不過也常借用空的身體做愛做的事情（與藍親密），一到夜晚就會出現得越來越頻繁，讓空很困擾。跟身體主人的關係也是非常親密。
- 藍（或譯為蘭、嵐） （(Ran)｜CV：drama版為山口勝平、動畫版為保志總一朗）

是在夜出現後而後期由直內心中創在出的另外一個人格。瞳孔顏色為深紅色。主要的存在是直為了逃避活體實驗時的痛苦而造出的替身，個性與動作都非常直接大喇喇，為了跟夜親密，多次追求都是由藍主動。名字是由夜替他取的，名字本身則有「狂暴者」的寓意（本人是不知道的）。討厭空，但在夜的要求下不得以強迫自己喜歡。在遊戲第三部（小說第四至五集）-RAIN-以後，和直的交情非常良好。而他的喜愛的人順位排名：第1 順位-夜，第2 順位-直、第 3 順位則是喜歡祭。有著桃子君的模式。
- 水都真一朗 （(Minato Shinichirou)｜CV：三木真一郎）

在空就讀學校內擔任數學老師，十分陰險狡猾，有時會對空做出性騷擾的事情。但是，真實身分其實是名偵探，為了調查事情而喬裝成數學老師。也是空童年時期憧憬的人物，空是看到真一朗的帥氣身影，所以才會有想當偵探的夢想，這兒為空想成為偵探的契機。未喬裝的真一朗(本身)個性是相當開朗大器的，跟空、直、祭關係良好，空他們習慣叫他「大哥哥」(學校除外)。跟七海是戀人的關係，不過在小時候的空他們眼裡就真一朗跟七海的互動像是夫妻相聲般。在跟七海相戀後，就擔起了保護他作為最優先的行動。
誕生於8月5日，O型。
- 七海 櫂 （(Nanami Kai)｜CV：石田彰）

在空就讀學校內擔任健康護理老師，在學校總是穿著學生的毛織運動衫。然而實際上也是名偵探，是真一朗的助手，也是他的戀人。平常個性語氣都非常溫柔和善可是只要被惹火就會變的相當可怕。（常會以一記鐵拳來伺候作為不正經的真一朗，等芝麻小事）真一朗說過「他是鞭子與糖果教育的專家」。但似乎跟真一朗的哥哥-奏司關係很好，雖然對方時常騷擾自己激怒真一朗，但他都不把這種作為當一回事。做家事也很在行，特別喜歡打掃，幾乎真一朗的生活起居都以七海為目標。完美的廚藝那項能力促使在+White Flower+時的空也動身學習做菜。雖說做菜技術一流，但是，只會泡紅茶。持有醫生證照。
誕生於12月25日，A型。
- 本城 祭 （(Honjou Matsuri)｜CV：千葉進步、神崎ちろ(小孩)）

跟空與直有青梅竹馬關係，目前是學生會會長兼宿舍長。總是會拍下一些對空不利的照片威脅他幫他做事(經常盡是找空的弱點縫隙)。在學校也創立稱呼叫「學園便利屋」團體，老是逼迫空與直要來幫忙。也喜歡角色扮演。
遊戲最終篇(小說第七-九集)+White Flower+有到國外留學。
誕生於2月21日，AB 型。
- 佐倉 廣夢 （(Sakura Hiromu)｜CV：阪口大助）

在遊戲第一部(小說第一集)-FIRST LIMIT-以女主角立場現身。性別是男。在空進醫院不久由於交通意外曾一度陷入昏迷，在昏迷期間有靈魂出竅過，並且依幽靈的形式附身過直的身體內，喜歡空。之後，恢復意識後，雖然遺忘了靈魂出竅後發生的一切事情，不過一看到直就覺得很親切並且時常黏著直，在他們身邊周旋著。對甜的東西（尤其是Haagen-Dazs的冰淇淋）非常喜歡。
在遊戲最終篇(小說第七-九集)+White Flower+以少年雜誌為主，活躍著。動畫則是出場於第五話，以不一樣的形式出現在空與直面前。
誕生於9月13日，AB型。
- 市川 學 （(ichikawa Gaku)｜CV：私市淳）

空的學弟兼化學社的社員，是個非常開朗且充滿活力的陽光型少年，相對的跟空非常處的來。非常尊敬化學社的部長永瀨 芥，跟芥是學長學弟的關係（後來成為戀人）。而在後期他跟名叫椎名 廉 的人關係也是相當密切。他的出生跟相澤也有莫大關聯。
誕生於4月3日，O型。
- 永瀨 芥 （(Nagase Kai)｜CV：置鮎龍太郎）

空的學長，也是化學社部長，長相斯文，對化學相當擅長。曾在科學雜誌上發表過論文。臉上的表情幾乎很少透露出內心的感情，但並非沒有情感，而是不知如何表達。相澤教授的孩子，在後期擔任學院中的化學臨時教師，因個性嚴肅，故學生們大多對芥敬而遠之。不知道為什麼非常順著父親，協助父親進行計劃，是相澤與直聯絡的對口。從小就跟學有著微妙的關係（後來成為戀人），並默默的保護學不受父親傷害。
在TV結局讓空和直逃出相澤手中，但困於火場，生死未卜。（但在13集中與學出現在溫泉旅館）
誕生於12月25日，血型不詳，其性名來自七海(Kai)，而芥這個字在漢文中意思是垃圾。
- 相澤 （(Aizawa)｜CV：小杉十郎太）

是空他們就讀的學校大學部的教授兼化學部的顧問。而本作品的開端跟他脫離不開關係，因為他不人道的“人格操縱”計劃，將空和直無辜地捲入在內（長年進行活體實驗），並間接導致空墜樓。因為他而產生了直與空之間的誤會。在直得知事情真相前，將直作為自己的“實驗對象”和“合作夥伴”。
在TV結局困於火場，生死未卜。
- 克里斯 （｜CV：結城比呂）

在遊戲第二部(小說第三集)-TARGET†NIGHTS-以女主角立場現身。性別是男。他是被學校指派跟空就讀的學校作交流而派遣過去的交換學生，平時除了學校外他最常待在教堂內，是個實習牧師。曾經是實習醫生七海手下的病患，非常仰慕七海。是一個只要依深信某樣事物就會變的很倔強的人。曾經出現在動畫第13集，登場幫助有難的空他們。
誕生於5月3日，A型。
- 湖月 綾野 （(Kozuki Ryouya)｜CV：森川智之）

- 淺香 奏司 （｜CV：上田祐司）

- 羽野 義廣 （｜CV：野島健兒）

- 中原 桐人 （｜CV：drama版為飛田展男）

- 北村 風太 （｜CV：drama版為櫻井孝宏、小林優）

- 羽柴 青 （(Hashiba Sei)｜CV：宮田幸季）

- 椎名 廉 （｜CV：drama版為高城元氣、動畫版為神崎ちろ）

- 香野 （｜CV：山崎みちる ）

### 學園相關人士
- 梅谷 （｜CV：上田祐司）

- 森下 由香里 （森下 由香里 もりした ゆかり）

### 怪盜5人組
怪盗416面相（怪盗416面相 よんいちろく）
怪盗773面相（怪盗773面相 ななななさん）
怪盗848面相（怪盗848面相 はちよんはち）
怪盗370面相（怪盗370面相 さんななぜろ）
322男爵（322男爵 さんにーにー）

## 遊戲發行日期

### PC
- 喜歡就是喜歡!! -First Limit-
2000年8月10日
- 喜歡就是喜歡!! -TARGET†NIGHTS-
2001年5月25日發售。
- 喜歡就是喜歡!! -RAIN-
2002年5月17日。
- 喜歡就是喜歡!! +White Flower+
2003年7月31日，為完結編。

### PS2
- 喜歡就是喜歡!! -FIRST LIMIT&TARGET†NIGHTS- Sukisyo! Episode #01+#02
2004年3月25日發售。
- 喜歡就是喜歡!! -RAIN- Sukisyo! Episode #03
2004年10月21日發售。

## 電視動畫
動畫版《喜歡就是喜歡》於2005年1月~3月由神奈川電視台、千葉電視台、埼玉電視台、愛知電視台、SUN電視台、Kids Station共同播放，全12話。第13話收錄在DVD版中(電視台未播出)。

### 製作人員
- 原作：Platinum Label
- 企劃：川城和實、井上俊次、澤渡昌樹、吉田光孝
- 監督：二宮遙
- 系列構成：池田真美子
- 人物設計：山口真未
- 美術監督：柴田千佳子
- 色彩監督：秋山久美
- 攝影監督：近藤靖尚
- 編輯：內田惠
- 音響監督：渡辺淳
- 音乐：佐藤直紀
- 製作人：小林潤香、櫻井優香、金庭こず惠、川崎とも子、蓑田健一
- 動畫製作：ZEXCS
- 製作：学園便利屋執行部（Bandai Visual、Lantis、Movic、Funmedia、Softpal）

### 主題曲
- OP 「Just a Survivor」

作詞：KENTA／作曲：黑須克彦／編曲：宅見將典／歌：鈴木達央
- ED 「Daydreamin'」

作詞：mavie／作曲：黑須克彦／編曲：飯塚昌明／歌：谷山紀章

### 各話列表
| 話數               | 日文標題              | 中文標題       | 劇本       | 分鏡       | 演出       | 作畫監督           |
| ------------------ | --------------------- | -------------- | ---------- | ---------- | ---------- | ------------------ |
| 1                  | キライなものはキライ! |                | 池田真美子 | 宮崎なぎさ | 北村京子   | 山口真未           |
| 2                  | 学園なんでも屋参上!   |                | 池田真美子 | 後信治     | 小坂春女   | 菊池愛             |
| 3                  | ちびトライアングル    |                | 宮崎なぎさ | 宮崎なぎさ | 瀬池犬久   | 高津幸央           |
| 4                  | 怪盗出現！            | 怪盜出現!      | 池田真美子 | 山本深幸   | 山内東生雄 | 服部憲知           |
| 5                  | 幽霊少年・広夢        | 幽靈少年・廣夢 | 吉田玲子   | 高橋幸雄   | 下田久人   | 森前和也           |
| 6                  | 結成！天使ちゃんズ    | 組成！天使小隊 | 橫手美智子 | 宮崎なぎさ | 山本深幸   | 源ヨシヲ           |
| 7                  | 直の疑惑              | 直的疑惑       | 池田真美子 | 島崎奈奈子 | 島崎奈奈子 | ふくだのりゆき     |
| 8                  | 真夜中を抱きしめて    |                | 吉田玲子   | 南柏努     | 瀬池犬久   | 山口真未、菊池愛   |
| 9                  | 空と直                | 空與直         | 池田真美子 | 今千秋     | 今千秋     | 野田康行           |
| 10                 | 憎悪                  | 憎恨           | 池田真美子 | 南柏努     | 井草かほる | 森前和也、村井孝司 |
| 11                 | 復讐                  | 復仇           | 池田真美子 | 南柏努     | 山本深幸   | 山口真未           |
| 12                 | 救出                  | 救出           | 池田真美子 | 宮崎なぎさ | 宮下新平   | 源ヨシヲ           |
| 13（電視台未播放） | 温泉に行こう!         | 去溫泉吧!      | 吉田玲子   | 南柏努     | 山本深幸   | 山口真未           |

| 千葉電視台 星期日23:30-24:00 | 千葉電視台 星期日23:30-24:00 | 千葉電視台 星期日23:30-24:00 |
| ---------------------------- | ---------------------------- | ---------------------------- |
|                              | 喜歡所以喜歡                 |                              |
| 詩∽片                        | 變異體少女                   |                              |

## 外部連結
- 遊戲官方網站